# Heroes of Newerth
Heroes of Newerth is een MOBA ontwikkeld en uitgegeven door S2 Games op 12 mei 2010 voor Microsoft Windows, OS X en Linux. Het spel is gebaseerd op het scenario Defense of the Ancients van het spel Warcraft III: The Frozen Throne. Op 29 juli 2011 werd het spel free-to-play.

## Gameplay
De spelers worden verdeeld in twee teams, de Legion en de Hellbourne. Beide teams hebben een basis aan een uiteinde van de map. Deze bases bestaan uit een centraal gebouw, verdedigingstorens, spawnplekken voor de helden en ondersteuningseenheden en een centraal gebouw. Het doel is om door de vijandelijke spelers en verdedigingstorens heen te vechten en het centrale gebouw, de World Tree (Legion) of Sacrificial Shrine, te vernietigen.
Het spel kan in de gewone multiplayermodus of co-op gespeeld worden. In co-op kan de speler met andere spelers tegen bots vechten. Mensen worden ingedeeld door middel van bepaalde algoritmes waardoor er geen oneerlijk voordeel ontstaat voor een van de teams. Tevens worden spelers ingedeeld op hun aanvalstype (van dichtbij of veraf) en of ze een agility, intelligence, of strength-held zijn.
Het spel bevat 123 verschillende helden waar de speler uit kan kiezen. Alle helden hebben hun eigen specialiteiten en vaardigheden. Vaardigheden van de held worden vrijgespeeld door tijdens het spel vijanden te doden of een verdedigingstoren neer te halen. Deze krachten moeten elk spel weer opnieuw worden opgebouwd. 